# Jaap Korteweg

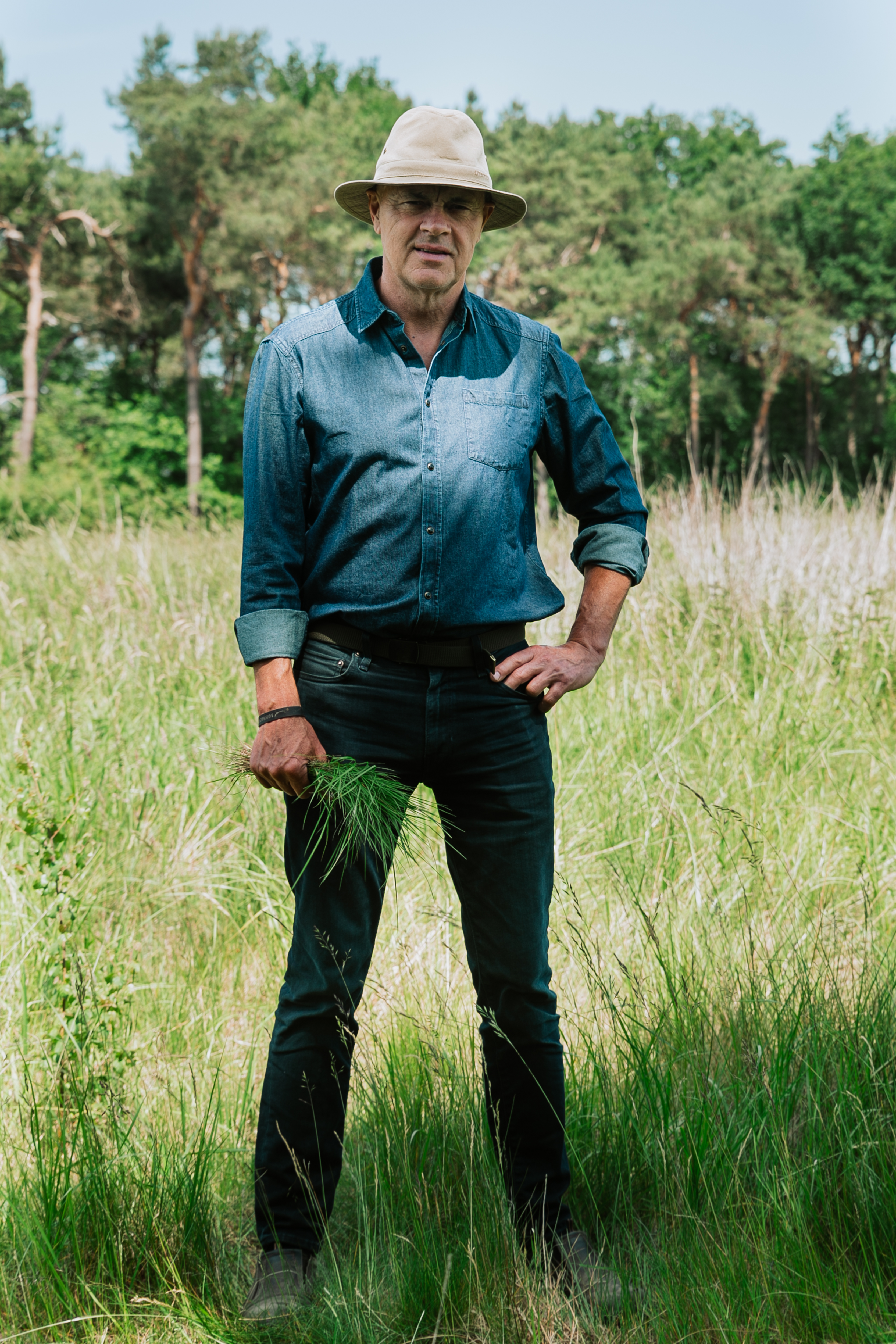
Jaap Korteweg

Jaap Korteweg (1962) is een Nederlandse ondernemer en negende generatie boer uit Langeweg, West-Noord-Brabant. Zijn bekendste ondernemingen zijn De Vegetarische Slager en Those Vegan Cowboys.

## Jeugd
Jaap Korteweg is een zoon van Janny en Gerrit Korteweg en groeide op als jongste van vijf kinderen. In zijn jeugd was Korteweg veel buiten en had hij een weerzin tegen school. Zijn droom was woudloper worden, zoals zijn held Old Shatterhand uit de Karl May-boekenserie. Na een opleiding aan de Middelbare Agrarische School in Goes begon Korteweg in 1980 als akkerbouwer in het familiebedrijf, in maatschap met zijn vader.

## Akkerbouwer in familiemaatschap
In 1993 richtte Korteweg de eerste vakbond voor boeren op, de Nederlandse Akkerbouw Vakbond. Met het plan "Genoeg is Beter" pleitte Korteweg voor duurzamere landbouwpraktijken.
Tijdens de varkenspestuitbraak in 1997 werd Korteweg benaderd met de vraag of zijn koelcellen tijdelijk als opslag gebruikt konden worden voor de kadavers van geruimde varkens. Hij besloot daarop om vegetariër te worden.
Zijn bedrijf schakelde hij om naar biologische akkerbouw en groenten- en kruidenteelt. Hij introduceerde hightech methoden, zoals RTK/GPS-technologie om tractors tot op de centimeter precies te besturen. In 2000 startte hij de windturbinecoöperatie "Agrowind Moerdijk" met 60 collega-boeren uit de gemeente Moerdijk, gericht op duurzame energieproductie. Tussen 2005 en 2011 werkte Korteweg aan de ontwikkeling van twee "Nieuwe Landgoederen", waarbij landbouwgronden worden teruggegeven aan de natuur, met beperkte bebouwing.

## De Vegetarische Slager
In 2005 ontmoette Korteweg Niko Koffeman, overtuigd vegetariër, reclamemaker en kort daarvoor mede-oprichter van de Partij voor de Dieren. Ze maakten plannen om De Vegetarische Slager te beginnen en plantaardig 'vlees' te produceren. Op 4 oktober 2010 (dierendag) richtten ze De Vegetarische Slager op in Den Haag. In 2017 opende het bedrijf een fabriek in Breda en in 2018 werd De Vegetarische Slager overgenomen door Unilever. Voor Korteweg en Koffeman was dat een belangrijke stap in de missie van het bedrijf: de grootste slager ter wereld worden. Korteweg  bleef wel betrokken bij het bedrijf als adviseur en als het gezicht van De Vegetarische Slager.
In 2025 werd De Vegetarische Slager van Unilever aangekocht door Vivera, onderdeel van het Braziliaanse JBS. Korteweg vertelde aan RTL over de overname: "Er is wat gedoe over hoe JBS handelt, daar word ik niet blij van (...) Ze zijn groot in het oude vlees van dieren en ik hoop dat ze nu ook het nieuwe vlees van planten met De Vegetarische Slager groot gaan maken".

## Those Vegan Cowboys
Met de opbrengst van de verkoop aan Unilever startten Korteweg en Koffeman in 2019 een nieuw bedrijf: Those Vegan Cowboys. Het doel was om met 'roestvrijstalen koe' Margaret caseïne (het belangrijkste melkeiwit in kaas) te maken uit gras, zonder koeien, maar met behulp van micro-organismen en precisiefermentatie.
Korteweg en Koffeman kregen de kans om een onderzoeksfaciliteit in Gent over te nemen inclusief team, dat voorheen met succes vergelijkbare eiwitten ontwikkelde voor de gezondheidszorg. Als grondleggers bleven Koffeman en Korteweg nauw betrokken bij de bedrijfsvoering, maar het dagelijks bestuur kwam in handen van een klein managementteam.
In de eerste vijf jaar van het bedrijf ging Those Vegan Cowboys een joint venture aan met Westland Kaas onder de merknaam WildWestLand. Ook start het bedrijf een onderzoekssamenwerking met Duits precisiefermentatiebedrijf Formo en een ontwikkelingsovereenkomst met Duitse zuivelproducent Hochland.
Eind 2022 lukte het om de eerste caseïne te maken zonder koemelk en verschenen de eerste kazen, die toen nog niet geproefd mochten worden: de caseïne viel onder de 'novel food'-wetgeving van de Europese Commissie en moest eerst goedgekeurd worden. Dankzij moties in de Tweede Kamer werden proeverijen in Nederland vanaf 2025 wel toegestaan.

## Overige activiteiten
Jaap wordt regelmatig gevraagd als spreker en laat de gage veelal doneren aan Eyes on Animals, een internationaal werkende dierenwelzijnsorganisatie die door middel van handhaving, aanmoediging en praktische voorlichting het lijden van dieren in de vee-industrie zoveel mogelijk probeert te beperken, met name tijdens transport en slacht.>

## Nieuwe Vroenten
In 2021 lanceerde Korteweg het gebiedsontwikkelingsproject 'Nieuwe Vroenten', een project met als doel een toekomstbestendig Brabant van 2050. Het gebied, dat 1000 hectare omvat, zou voor 30% uit natuurgebied komen te bestaan, een verdubbeling ten opzichte van de oude situatie. In 3000 woningen tussen het groen zouden circa 6000 mensen energieneutraal wonen en werken "in duurzame, dierzame bedrijvigheid". Het project omvat een plantaardig en biologisch voedselsysteem, met een gesloten mineralenkringloop waarbij menselijke mest terugkeert op de akker. In het gebied worden geen dieren gehouden als huis- of productiedier, maar wordt de ruimte gegeven aan vrije, wilde dieren.

## Buitengewone Biologische Boost
Korteweg startte in 2023 het initiatief Buitengewone Biologische Boost met twee collegaboeren, Alex van Hootegem en Digni van den Dries. In gesprek met retail, politiek en ketenpartners wilde het team, 'team 3B', de doelstelling van de Nederlandse overheid realiseren: 15% biologische teelt in 2030. Bionext, de biologische ketenorganisatie, en Het Biohuis, de vereniging van biologische boeren en tuinders, scharen zich achter het initiatief.

## Persoonlijk
Korteweg ontwikkelde zich tot fervent boogschutter bij handboogsportvereniging Oude Doelen in Roosendaal. In 2023 werd hij Nederlands kampioen longbow met een eigen gemaakte boog, van een tak uit eigen tuin.)
Jaap Korteweg woont in Etten-Leur in een zelf ontworpen en grotendeels uit gerecyclede bouwmaterialen gebouwde woning. Hij is vader van 4 kinderen.